# Egremont Russet

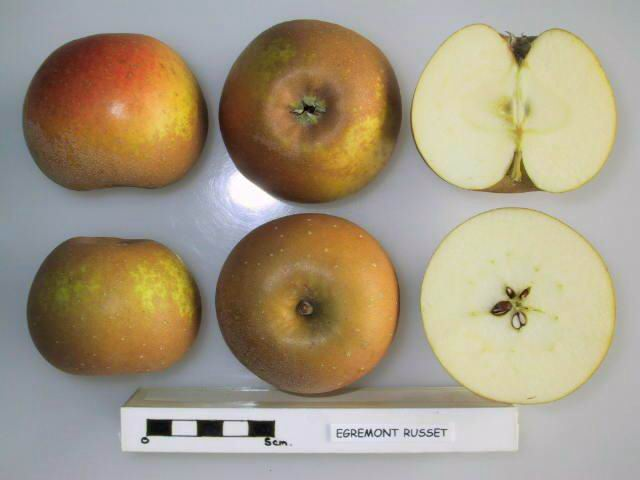
Sección transversal de la manzana Egremont Russet

El Egremont Russet es un cultivo de manzana de postre, del "tipo oxidado". Esto las hace manzanas con pardeamiento áspero superficial, también llamado "russeting", fenómeno que presentan algunas variedades de esta fruta). Tiene un sabor muy valorado. Su contenido es firme, crujiente y bastante jugoso.
Fue descrita por primera vez en 1872, y se cree que fue criada por el conde de Egremont en Petworth, Sussex, Reino Unido.
Comenzó a popularizarse en la época victoriana y ha sido muy valorada desde entonces. Es la tercer manzana más común en el cultivo comercial en Inglaterra y Gales, después de las variedades 'Cox's Orange Pippin' y 'Bramley's Seedling', aunque representa solo el 3,7% del total de huertos de manzanas. Sin embargo, estos árboles se pueden encontrar fácilmente en los jardines de Inglaterra.